# Одсек за медијске студије
Одсек за медијске студије (Новосадска Журналистика, Студије новинарства у Новом Саду) јесте образовна и научна организациона јединица Филозофског факултета Универзитета у Новом Саду. На Одсеку се изводе четворогодињше основне академске студије (ОАС) Журналистика и (ОАС) Комуникологија и односи са јавношћу  и једногодишње мастер академске студије (МАС) Комуникологија.

## Историјат
Медијске студије основане су 2004. и представљају најмлађи од 17 одсека на Филозофском факултету у Новом Саду. Од 2004. постоје ОАС Журналистика, а од 2010. МАС Комуникологија. Прва шефица Одсека за медијске студије у оснивању била је проф. др Вера Васић. Од 2009. до 2015. шефица Одсека била је проф. др Дубравка Валић Недељковић. Од октобра 2015. до октобра 2021. шеф Одсека био је проф. др Дејан Пралица. Од октобра 2021. шефица Одсека је доц. др Смиљана Милинков.

## Наставни кадар
На Одсеку је у школској 2020/2021. било запослено шест наставника и седам сарадника који изводе наставу предавања, вежби и радионица из ускостручних предмета који оспособљавају студенте за рад у медијима, овладавању новинарским жанровима и техникама новинарства, као и одговорним и етичким новинарством.

Наставници и сарадници:

- др Дејан Пралица, редовни професор
- др Владимир Баровић, редовни професор
- др Јелена Клеут, ванредна професорка
- др Золтан Гелер, ванредни професор
- др Динко Грухоњић, доцент
- др Бранкица Драшковић, доценткиња
- др Смиљана Милинков, доценткиња
- др Златомир Гајић, асистент
- др Вукашин Живаљевић, асистент
- маст. Драгана Продановић, асистенткиња
- маст. Норберт Шинковић, асистент
- маст. Стефан Јањић, асистент
- маст. Сања Кљајић, асистенткиња

Наставу из групе општеобразовних предмета, матерњег језика и страног језика држе наставници и сарадници са других одсека на Факултету.